# سالم بن سلطان
سالم بن سلطان كان سلطانًا مشتركًا لعمان مع أخيه سعيد بن سلطان، وحكم في الفترة من 1804 إلى 1806 م.
سالم بن سلطان هو ابن السلطان بن أحمد الذي حكم عُمان من عام 1792 إلى عام 1804. تُوفي سلطان بن أحمد في عام 1804م أثناء رحلته إلى البصرة. وعين محمد بن ناصر بن محمد الجابري وصيًّا ووليًّا على ولديه سالم بن سلطان وسعيد بن سلطان. قرر شقيق السلطان قيس بن أحمد حاكم صحار محاولة الاستيلاء على السلطة. وفي أوائل عام 1805، توجه قيس وأخوه محمد جنوبًا على طول الساحل إلى مطرح، والتي استولى عليها بسهولة. ثم بدأ قيس بمحاصرة مسقط. حاول محمد بن ناصر رشوة قيس ليغادر، لكنه لم ينجح.
واستغاث محمد بن ناصر بـبدر بن سيف. وبعد سلسلة من الاشتباكات، اضطر قيس إلى التقاعد والتوجه إلى صحار. وأصبح بدر بن سيف الحاكم الفعلي. وبتحالفه مع الوهابيين، أصبح بدر بن سيف أقل شعبية على نحو متزايد. حيث تميّزَت عُمان بتنوع في المذاهب الإسلامية، ودخول حركة تُكفرهم جميعهم عدا مذهبًا لم يلقَ استحسانًا ولإبعاد رعيته عن طريقه، جعل بدر بن سيف سالمَ بن سلطان واليًا على المصنعة، على ساحل الباطنة، وسعيد بن سلطان واليًا على بركاء. في عام 1806م استدرج سعيد بن سلطان بدر بن سيف إلى بركاء وقتله بالقرب منه. وأعلن سعيد حاكمًا لعمان.
وأصبح سعيد بن سلطان الحاكم الوحيد، على ما يبدو بموافقة أخيه. ويبدو أن عمتهم، ابنة الإمام أحمد بن سعيد البوسعيدي، كان لها تأثير على هذا القرار. وفي نهاية شهر أيار عام 1810م، أُرسل سالم بن سلطان في مهمة إلى بلاد فارس لطلب المساعدة في النضال ضد الوهابيين في شمال عمان. تُوفي في مسقط في نيسان 1821. وترك ثلاثة ورثة ذكور، محمد وحامد وسرحان.